# إدارة الطيران المدني في الصين

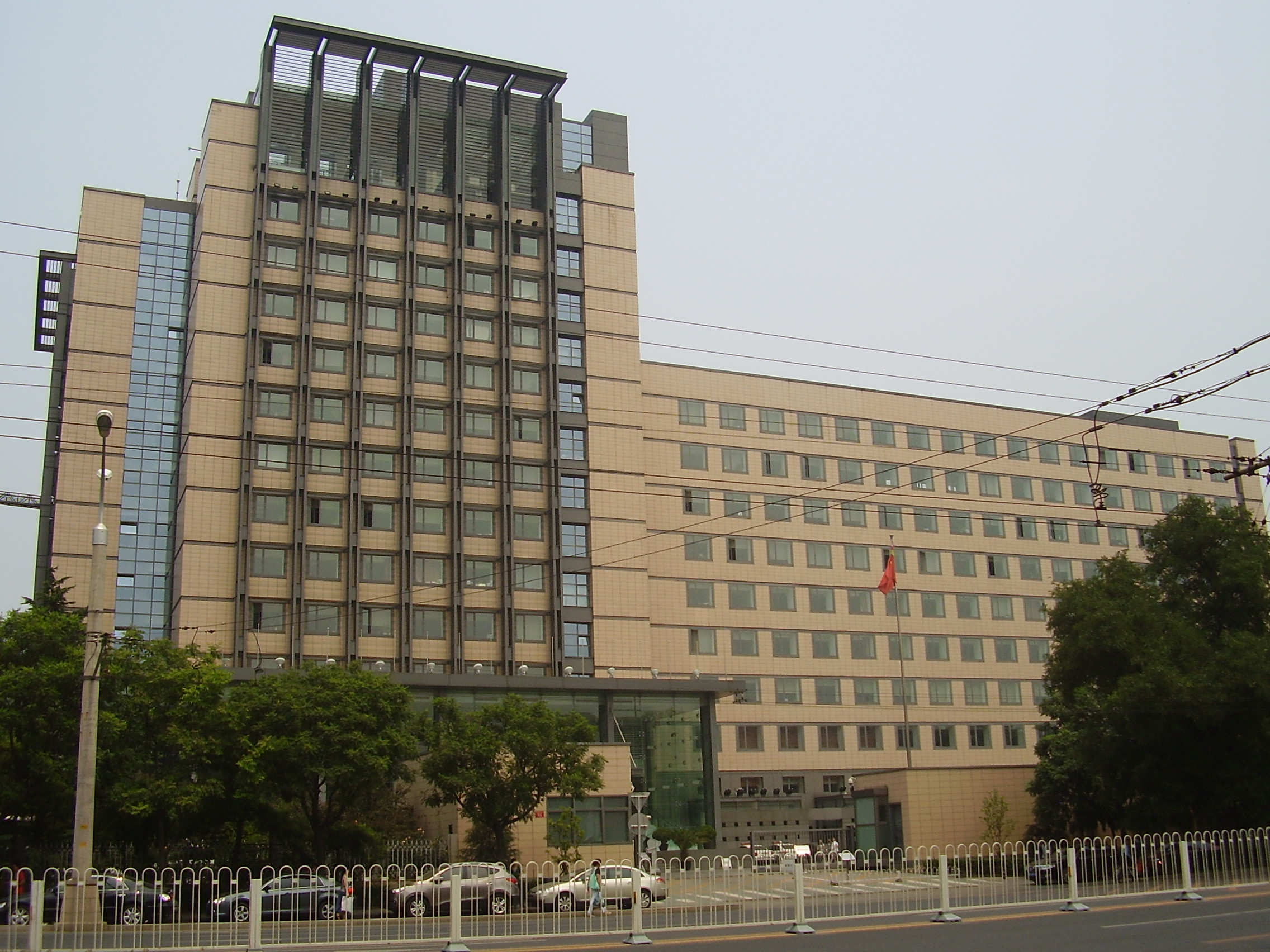
مقر إدارة الطيران المدني في الصين

إدارة الطيران المدني في الصين (بالإنجليزية: Civil Aviation Administration of China)‏ (بالصينية: 中国民用航空局) ويرمز لها اخصاراً بـ CAAC وكانت تعرف سابقاً باسم الإدارة العامة للطيران المدني في الصين وهي هيئة طيران مدنية تتبع وزارة النقل في الصين وهي تشرف على الطيران المدني وتحقق في حوادث الطيران.

## وصلات خارجية
- CAAC Official site (بالصينية)
- CAAC Official site (Archive)
- Flight Inspection Center of CAAC (بالإنجليزية)/(بالصينية)
- China - Civil Aviation
- Civil Aviation Management Institute of China, Civil Aviation Safety Institute (بالصينية)